# Raul Pompeia
Raul Pompeia, pseudonimo di Raul d'Ávila Pompeia, oppure Raul Pompéia (Rio de Janeiro, 12 maggio 1863 – Rio de Janeiro, 25 dicembre 1895), è stato uno scrittore brasiliano.

## Biografia

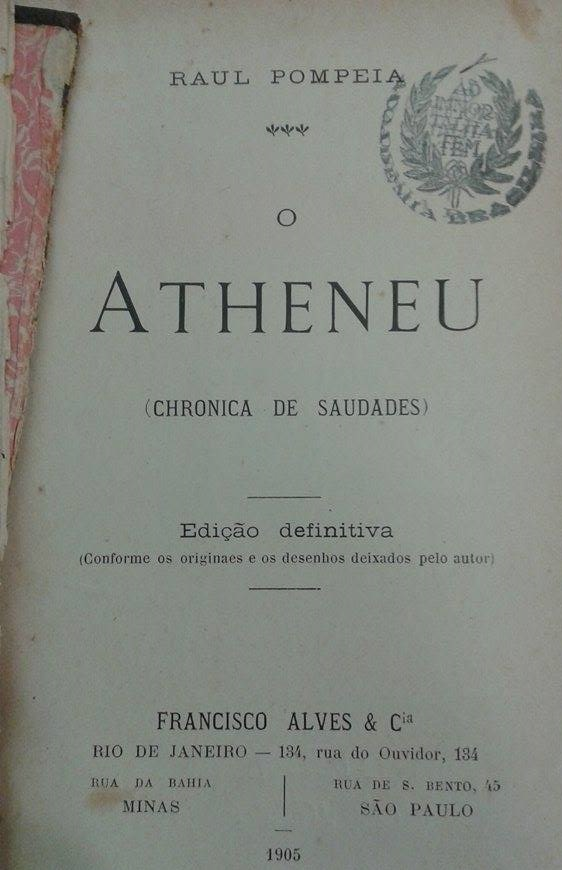
Frontespizio di O Ateneu (1888)

Pompeia ebbe come genitori Antônio d'Ávila Pompeia e Rosa Teixeira Pompeia. Frequentò il Colégio Abílio, dove si distinse come studente, e dove diresse il giornale scolastico O Archote. Nel 1879 proseguì i suoi studi al Colégio Pedro II, esordendo nella letteratura con il libro, Uma Tragédia no Amazonas (1880).
Nel 1881 culminò la sua carriera scolastica a San Paolo laureandosi in giurisprudenza; in questa città venne a contatto con personalità abolizioniste e repubblicane, aderendo alle idee di Luís Gama. Collaborò con numerosi quotidiani di San Paolo e Rio de Janeiro, talvolta utilizzando pseudonimi, come Rapp, pubblicando contemporaneamente il libro Canções Sem Metro e il romanzo As Joias da Coroa nel Jornal do Commercio.
Quindi la sua fase giovanile fu simile a quella di molti naturalisti, espressa soprattutto con saggi e articoli a favore della repubblica e dell'abolizionismo.
Pompeia però era una persona molto sensibile e prese la decisione estrema di suicidarsi per porre fine alle sue difficoltà e ai suoi conflitti.
Dal punto di vista letterario, Pompeia si distinse per l'originalità e per la singolarità dei suoi libri, come ad esempio O Ateneu (1888): incentrato, e parzialmente autobiografico, sulle complicate vicende di uno studente di un collegio, che nei suoi contrastanti rapporti conosce l'intera tipologia umana, arrivando a conclusioni sconfortanti sull'inutilità e ingannevolezza della vita .
L'opera ricevette l'influenza dei fratelli Goncourt e può essere considerata più aderente all'impressionismo che al naturalismo, caratterizzandosi per le immagini pittoriche che descrivono i concetti e le idee.
La sua letteratura fu proprio quella di "scrivere per gli occhi", costituita da immagini che descrivono sia la psicologia dei personaggi sia eventi materiali.
Il suo scarso interesse per le problematiche sociali lo posero in una posizione piuttosto lontana dalla letteratura naturalistica contemporanea, che era allora preminente.

## Opere
- Uma Tragédia no Amazonas (1880);
- Canções Sem Metro (1882);
- As Joias da Coroa nel Jornal do Commercio (1883);
- O Ateneu (1888).